# Okrug Považská Bystrica
Okrug Považská Bystrica (slovački: Okres Považská Bystrica) nalazi se u sjeverozapadnoj Slovačkoj u  Trenčínskom kraju, u okrugu živi 60 361 stanovnika, dok je gustoća naseljenosti 130,32 stan/km². Ukupna površina okruga je 463,15 km². Glavni grad okruga Považská Bystrica je istoimeni grad Považská Bystrica s 36 961 stanovnika.

## Stanovništvo
| Godina:     | 1994.  | 2004.   | 2014.   | 2024.   |
| ----------- | ------ | ------- | ------- | ------- |
| Broj ljudi: | 65 381 | 64 708  | 63 176  | 60 361  |
| Razlika:    |        | −1,02 % | −2,36 % | −4,45 % |

| Godina:     | 2023.  | 2024.   |
| ----------- | ------ | ------- |
| Broj ljudi: | 60 577 | 60 361  |
| Razlika:    |        | −0,35 % |

## Gradovi
- Považská Bystrica

## Općine
| - Bodiná - Brvnište - Čelkova Lehota - Dolná Mariková - Dolný Lieskov - Domaniža - Ďurďové - Hatné - Horná Mariková - Horný Lieskov - Jasenica - Klieština - Kostolec - Malé Lednice |  | - Papradno - Plevník-Drienové - Počarová - Podskalie - Prečín - Pružina - Sádočné - Slopná - Stupné - Sverepec - Udiča - Vrchteplá - Záskalie |